# Raoiella obelias
Raoiella obelias är en spindeldjursart som beskrevs av Hasan och Akbar 2000. Raoiella obelias ingår i släktet Raoiella och familjen Tenuipalpidae. Inga underarter finns listade i Catalogue of Life.